# Actephila traceyi
Actephila traceyi är en emblikaväxtart som beskrevs av Paul Irwin Forster. Actephila traceyi ingår i släktet Actephila och familjen emblikaväxter. Inga underarter finns listade i Catalogue of Life.